# アドルフ1世ゲオルク (シャウムブルク＝リッペ侯)
アドルフ1世ゲオルク（Adolf I. Georg zu Schaumburg-Lippe, 1817年8月1日 - 1893年5月8日）は、ドイツのシャウムブルク＝リッペ侯（在位：1860年 - 1893年）。
シャウムブルク＝リッペ侯ゲオルク・ヴィルヘルムとその妻でヴァルデック＝ピルモント侯ゲオルク1世の娘イーダの間の第1子、長男として生まれ、1860年に父の後を継いだ。普墺戦争直後の1866年にプロイセンと軍事同盟を結び、シャウムブルクの軍隊をプロイセン軍に合流させている。1867年には北ドイツ連邦に、1871年にはドイツ帝国の結成に加わった。

## 子女
1844年10月25日にバート・アロルゼンにおいて、ヴァルデック＝ピルモント侯ゲオルク2世の娘で母方の従妹にあたるヘルミーネ（1827年 - 1910年）と結婚し、あいだに8人の子女をもうけた。
- ヘルミーネ（1845年 - 1930年） - 1876年、ヴュルテンベルク公マクシミリアンと結婚
- シュテファン・アルブレヒト・ゲオルク（1846年 - 1911年） - シャウムブルク＝リッペ侯
- ペーター・ヘルマン（1848年 - 1928年）
- エンマ・フリーデリケ・イーダ（1850年 - 1855年）
- イーダ・マティルデ・アーデルハイト（1852年 - 1891年） - 1872年、ロイス＝グライツ侯ハインリヒ22世と結婚
- オットー・ハインリヒ（1854年 - 1936年）
- アドルフ・ヴィルヘルム・ヴィクトル（1859年 - 1916年） - リッペ侯国摂政
- エンマ・エリーザベト・バティルディス・アウグステ・アグネス（1865年 - 1868年）